# Stenocercus fimbriatus
Stenocercus fimbriatus este o specie de șopârle din genul Stenocercus, familia Tropiduridae, descrisă de Avila-pires 1995. A fost clasificată de IUCN ca specie cu risc scăzut. Conform Catalogue of Life specia Stenocercus fimbriatus nu are subspecii cunoscute.